# Abbas (Chéki)
Pour les articles homonymes, voir Abbas.
Abbas est un village de la région de Şəki en Azerbaïdjan.

## Histoire
Le nom ancien du village est Abbaskend.

## Géographie
Le village d'Abbas de la région de Şəki est situé dans la circonscription administrative du village d'Achaghi Goynuk.

## Économie
La principale occupation de la population du village est l'agriculture et l'élevage.

## Population
Selon les statistiques de 1999, la population du village est de 582 personnes.